# 维克托·卡兰克维奇
维克托·米哈伊洛维奇·卡兰克维奇（1976年8月1日—）是白俄罗斯政治人物，自2024年8月12日起担任白俄罗斯副总理。2018年至2024年间，他担任白俄罗斯能源部部长。